# Oberhaidelbach

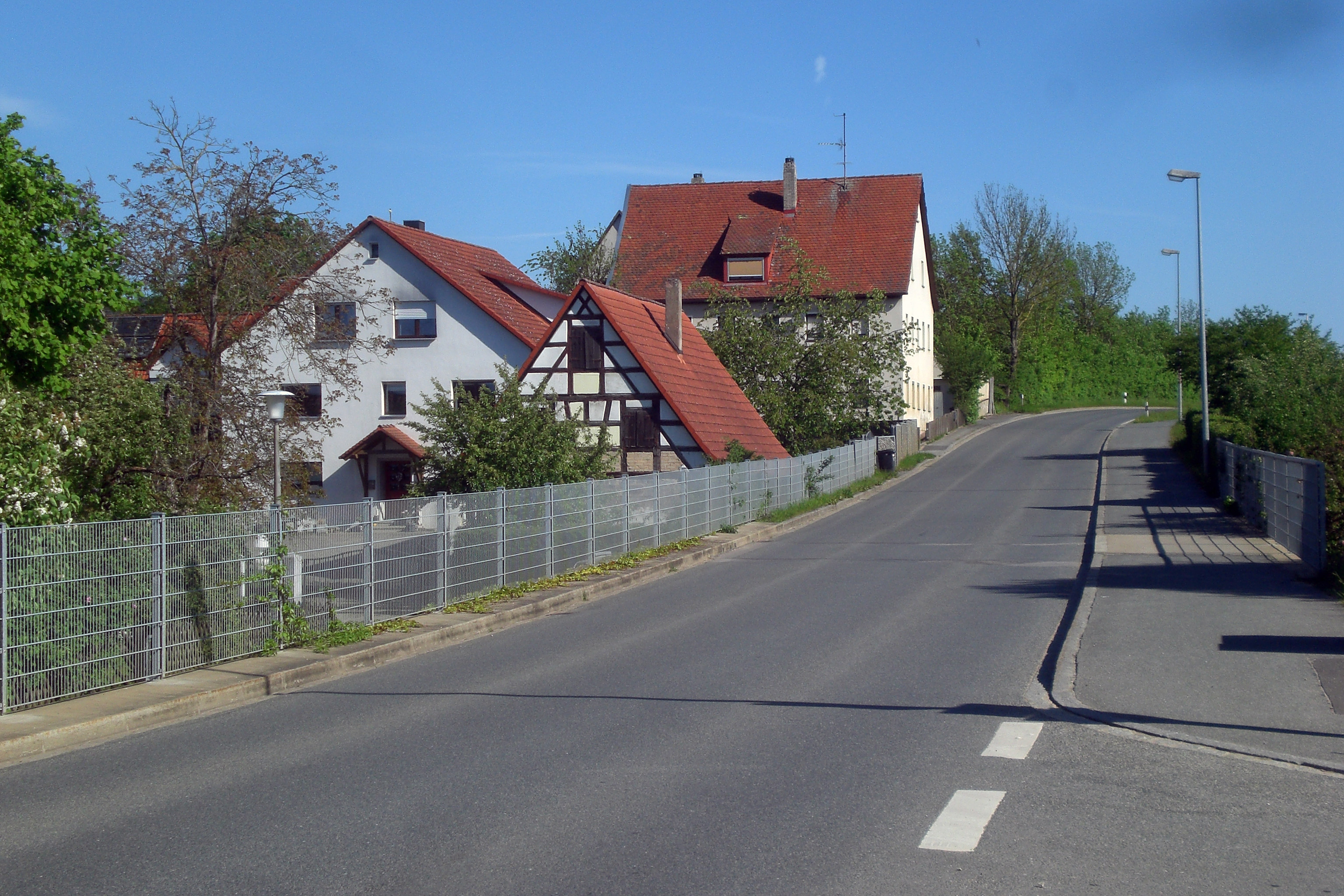
Ortsbild Oberhaidelbach (2024)

Oberhaidelbach ist ein Gemeindeteil der Gemeinde Leinburg im Landkreis Nürnberger Land (Mittelfranken, Bayern). Die Gemarkung Oberhaidelbach hat eine Fläche von 2,271 km². Sie ist in 696 Flurstücke aufgeteilt, die eine durchschnittliche Flurstücksfläche von 3263,12 m² haben.

## Geografie
Das Dorf liegt am Ausgang eines kleinen Talkessels, der im Norden vom Nonnenberg und Buchenberg, sowie im Süden vom Balcher eingerahmt wird. Die Staatsstraße 2404 führt durch den westlichen Ortsbereich nach Gersdorf (0,7 km nördlich) bzw. zur Staatsstraße 2240 bei Winn (0,9 km südlich). Gemeindeverbindungsstraßen führen nach Entenberg (1,4 km östlich) und nach Weißenbrunn zur Kreisstraße LAU 6 (2,5 km südöstlich).

## Geschichte
Die erste Erwähnung von Oberhaidelbach stammt aus dem Jahr 1236, danach wurde es mehrfach auch noch in anderen mittelalterlichen Urkunden aufgeführt. Der Name des Ortes deutet darauf hin, dass an den Ufern des den Ort durchquerenden Haidelbaches viele Heidelbeersträucher standen. Der Ort war von Beginn an eine bäuerliche Ansiedlung, die in der Anfangszeit ortsansässigen Ritter von Haidelbach unterstanden als Dienstleute dabei vermutlich den Reichsministerialen von Thann. In der Folgezeit kam es zu mehreren Herrschaftswechseln durch verschiedene Adelsfamilien.
Eine tiefgreifende Zäsur in der Ortsgeschichte erfolgte 1504 während des Landshuter Erbfolgekrieges. In diesem Jahr wurde das Dorf wie viele andere Orte der Umgebung von den Truppen der Reichsstadt Nürnberg besetzt. Mit dem ein Jahr später erfolgten Friedensschluss gelangte es endgültig in den Besitz dieser Reichsstadt und gehörte danach für knapp drei Jahrhunderte zu deren Landgebiet. Zusammen mit den Nachbarorten wurde Oberhaidelbach 1796 zu einem Bestandteil von Ansbach-Bayreuth und damit preußisch, ehe es mit der 1806 durch das Königreich Bayern erfolgten Annexion Nürnbergs bayerisch wurde.
Mit dem Gemeindeedikt (frühes 19. Jahrhundert) wurde Oberhaidelbach dem Steuerdistrikt Entenberg zugewiesen. Zugleich entstand die Ruralgemeinde Oberhaidelbach. Sie unterstand in Verwaltung und Gerichtsbarkeit dem Landgericht Altdorf. Im Zuge der Gebietsreform in Bayern wurde die Oberhaidelbach am 1. Mai 1978 in die Gemeinde Leinburg eingegliedert.

### Einwohnerentwicklung
| Jahr          | 1910 | 1933 | 1939 | 1961 | 1987 | 2016 | 2022 |
| Einwohnerzahl | 184  | 162  | 176  | 201  | 180  | 194  | 202  |

### Baudenkmäler

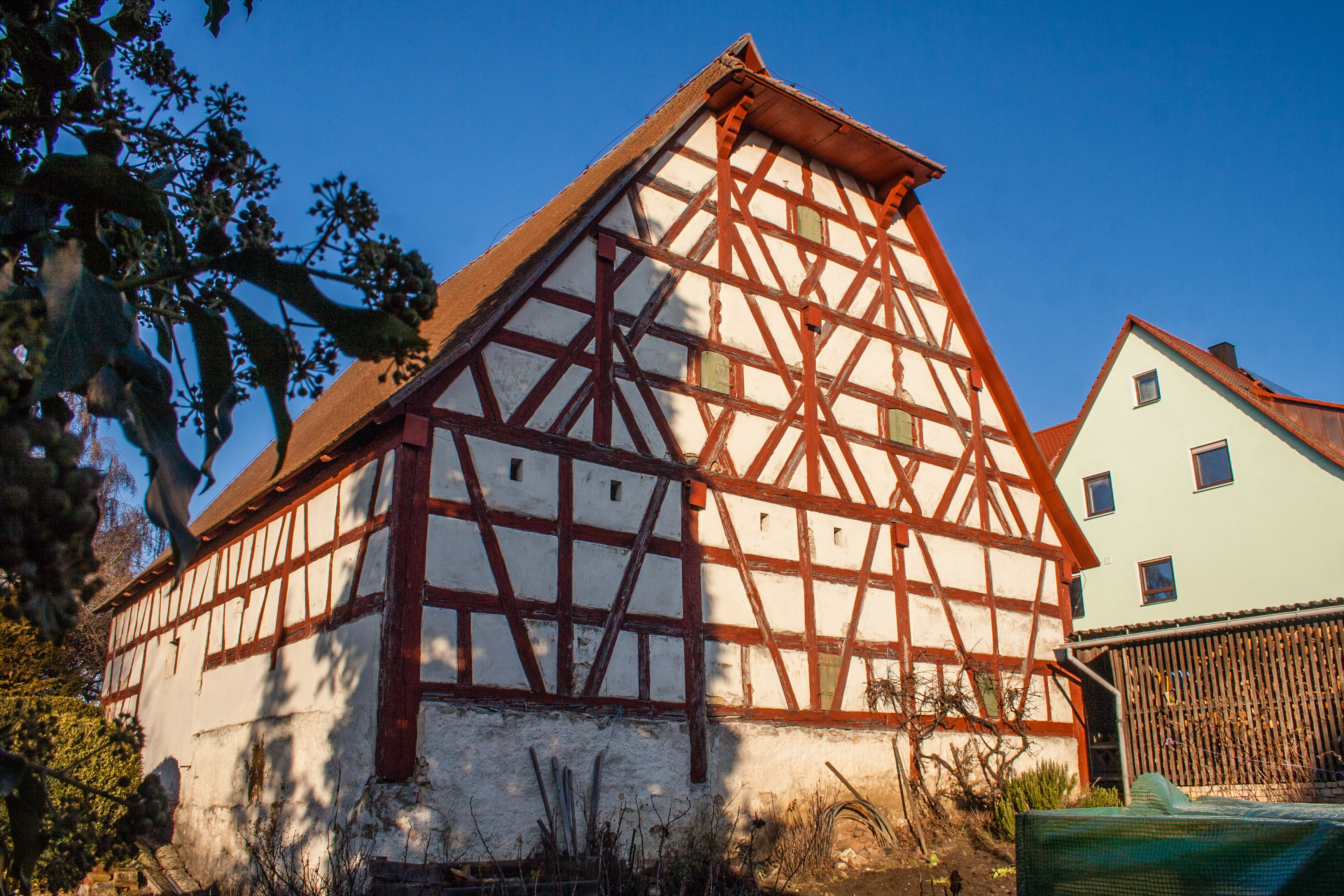
Scheune in Oberhaidelbach

In Oberhaidelbach befinden sich drei Baudenkmäler, darunter eine Scheune, die vermutlich aus der ersten Hälfte des 18. Jahrhunderts stammt.